# Relações entre Quênia e Somália
As relações entre Quênia e Somália são as relações diplomáticas estabelecidas entre a República do Quênia e a República Federal da Somália. Ambos são vizinhos, com uma extensão de 682 km na fronteira entre os dois países.

## Histórico
Os somalis no Quênia têm historicamente habitado o Distrito da Fronteira do Norte, que mais tarde foi renomeado para Província do Nordeste. O Distrito da Fronteira do Norte surgiu em 1925, quando foi removido da região de Jubalândia no atual sul da Somália. Na época, sob a administração colonial britânica, a metade norte de Jubalândia foi cedida à Itália como recompensa pelo apoio dos italianos aos aliados durante a Primeira Guerra Mundial. A Grã-Bretanha manteve o controle da metade sul do território, que mais tarde foi chamada de Distrito da Fronteira do Norte.
Em 26 de junho de 1960, quatro dias antes da concessão da independência da Somalilândia Britânica, o governo britânico declarou que todas as áreas habitadas pelos somalis da África Oriental deveriam ser unificadas em uma região administrativa. No entanto, após a dissolução das antigas colônias britânicas da região, a Grã-Bretanha concedeu a administração do Distrito da Fronteira do Norte a nacionalistas quenianos, apesar de um plebiscito informal demonstrar o desejo da maioria esmagadora da população da região de se juntar à recém-formada República Somali. Na véspera da independência queniana em agosto de 1963, as autoridades britânicas perceberam tardiamente que a nova administração queniana não estava disposta a desistir das áreas habitadas pelos somalis da qual acabara de receber o controle. Liderados pelo Partido Progressista do Povo da Província do Norte, os somalis do Distrito da Fronteira do Norte procuraram vigorosamente a união com seus congêneres na República Somali ao norte. Em resposta, o governo queniano decretou uma série de medidas repressivas destinadas a frustrar seus esforços no que viria a ser conhecido como a Guerra de Shifta. Embora o conflito tenha terminado em um cessar-fogo, os somalis na região ainda se identificam e mantêm vínculos estreitos com seus congêneres na Somália e se vêem como um povo.
Em outubro de 2011, uma operação coordenada entre os militares somalis e os militares quenianos, a Operação Linda Nchi, teve início contra o grupo de insurgentes Al-Shabaab no sul da Somália. A missão foi liderada oficialmente pelo exército somali, com as forças quenianas proporcionando um papel de apoio. No início de junho de 2012, as tropas quenianas foram formalmente integradas na Missão da União Africana para a Somália (AMISOM). Em setembro de 2012, o Exército Nacional Somali e as forças aliadas quenianas da União Africana e a milícia Raskamboni conseguiram capturar a última grande fortaleza do Al-Shabaab, o porto do sul de Kismayo, durante a Batalha de Kismayo.
Em abril de 2014, o governo federal somali retirou oficialmente seu embaixador do Quênia e seu cônsul-adjunto em protesto contra a detenção do oficial consular na capital queniana, Nairóbi.
Em agosto de 2014, o Governo Federal da Somália solicitou formalmente à Corte Internacional de Justiça "para determinar, com base no direito internacional, o curso completo do único limite marítimo que divide todas as áreas marítimas pertencentes à Somália e ao Quênia no Oceano Índico".

Em 2017, o presidente somali Mohamed Abdullahi Mohamed (Farmajo) realizou sua primeira visita de Estado internacional ao Quênia, se reunindo com Uhuru Kenyatta, o presidente do Quênia. Eles discutiram o aprofundamento do comércio e dos laços diplomáticos entre o Quênia e a Somália.
O presidente Uhuru Kenyatta participou da posse do presidente Farmajo um mês antes da visita de Farmajo a Nairóbi.